# Peter Lamberg (konstnär)
Jonas Peter Carl Lamberg, född 14 juli 1926 i Örgryte församling i Göteborg, död 18 september 2000 i Annedals församling i Göteborg, var en svensk målare, tecknare och grafiker.

## Biografi
Han var son till köpmannen Jonas Axel Peter Lamberg och Anna Ruth Viania Johanneson och från 1950 gift med Gärd Frideborg Hartéus. 
Lamberg studerade för Nils Wedel och Endre Nemes vid Valands målarskola1949–1950 och under studieresor till Nederländerna, Belgien och Frankrike. Han medverkade i Nationalmuseums utställning Unga tecknare 1949–1955 och i samlingsutställningar på Göteborgs konsthall och i Nörresundby i Danmark. Separat ställde han ut ett tiotal gånger i Göteborg och i Alingsås. Bland hans offentliga arbeten märks takmålningar i Säffle stadshus och ett flertal monumentala målningar i Göteborg. Hans konst består av havslandskap, stadsmotiv i en abstrakt och stiliserad formgivning utförda i olja, tempera, pastell, akvarell träsnitt och teckningar i kol och blyerts. Han utgav 1953 konstportföljen 5 träsnitt som ingick i Studio Paravans konstserie och 1956 Julens Evangelium med 15 färglitografier. Lamberg är representerad vid Moderna museet´, Nationalmuseum i Stockholm, Göteborgs konstmuseum, Alingsås kommun samt med grafik på Institut Tessin i Paris.